# Cypholophus pulleanus
Cypholophus pulleanus är en nässelväxtart som beskrevs av H. Winkl.. Cypholophus pulleanus ingår i släktet Cypholophus och familjen nässelväxter. Inga underarter finns listade i Catalogue of Life.